# Alanus Hochschule für Kunst und Gesellschaft
Die Alanus Hochschule für Kunst und Gesellschaft ist eine seit 2003 staatlich anerkannte private Kunsthochschule in Nordrhein-Westfalen mit Standorten in Alfter bei Bonn und Mannheim. Träger der 1973 gegründeten Hochschule ist die Alanus Hochschule gGmbH, deren alleinige Gesellschafterin die Emil-Molt-Stiftung ist. Namensgeber der Hochschule ist der mittelalterliche Mönch Alanus ab Insulis. Die Leitung der Hochschule haben zurzeit Rektor Thomas Maschke, Prorektorin Stefanie Greubel, Prorektor Dominik Schiefner und Kanzler Michael Schröder inne.

## Geschichte

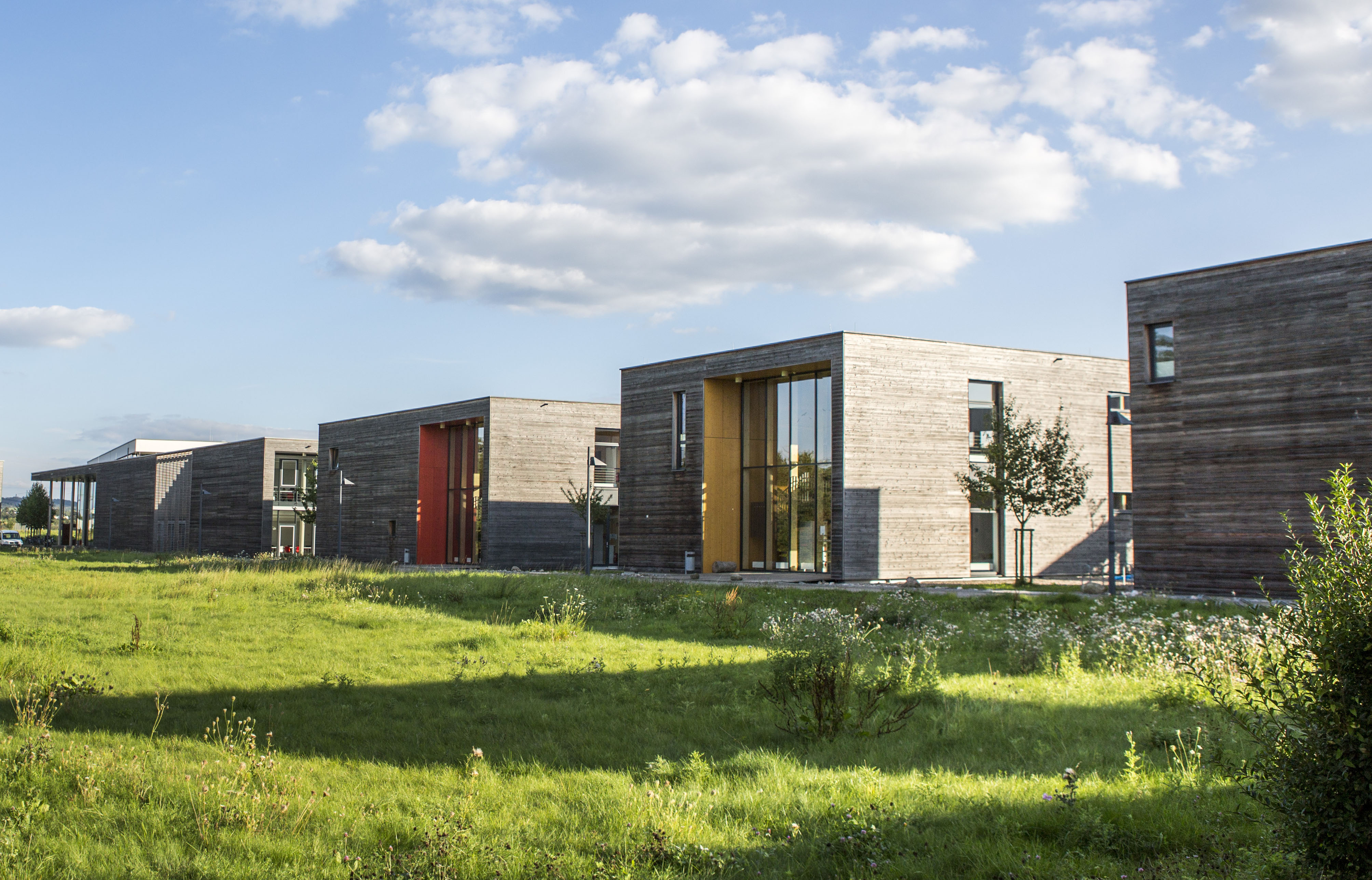
„Campus II - Villestraße“ in Alfter

Die Hochschule ist aus einer 1973 gegründeten freien, anthroposophisch ausgerichteten Kunststudienstätte hervorgegangen und hält die Tradition einer querfachlichen Verbindung der künstlerischen Tätigkeiten aufrecht. In den 30 Jahren vor der offiziellen Anerkennung bestand die damalige Alanus Hochschule Alfter (AHA) aus einem über die Jahre umgebauten alten Bauernhof auf einer Anhöhe oberhalb der Ortschaft Alfter, dem Johannishof. Hier befinden sich bis heute die Ateliers, die Darstellenden Künste (Eurythmie, Schauspiel), das Hoftheater (Großer Saal), die Mensa mit einer Cafeteria sowie Teile der Verwaltung. Zusätzlich wurde das Schloss Alfter genutzt, wo u. a. die Architekturstudenten untergebracht waren. Nach 2002 wurde das Areal um neue Bildhauerateliers, einen weiteren Verwaltungs- und Versorgungstrakt sowie ein Gästehaus am „Campus I“ erweitert.
Seit 2003 ist die Hochschule in den Bereichen Kunst und Wissenschaft in Lehre und Forschung tätig. 2009 eröffnete der im Tiefland neu gebaute „Campus II“, der heute die Fachbereiche Architektur, Bildungswissenschaft, Kunsttherapie und Wirtschaft beherbergt. Die Software AG-Stiftung investierte 14 Millionen Euro in den Neubau und vermietete die Gebäude an die Alanus Hochschule. Seit 2016 ist die Alanus Stiftung Eigentümerin der Liegenschaften. Der Wissenschaftsrat hat die Hochschule 2010 ohne Auflagen für zehn Jahre akkreditiert sowie das Promotionsrecht für den Fachbereich Bildungswissenschaft „In einer fünfjährigen Bewährungsphase (…) unter Beteiligung von nordrhein-westfälischen Universitäten“ zugesprochen. 2021 wurde die Hochschule für weitere fünf Jahre und unter Auflagen für weitere zehn Jahre reakkreditiert.  Auch das Promotionsrecht für den Fachbereich Bildungswissenschaft wurde um fünf Jahre verlängert bis 2026.
Von 2009 bis 2020 wurden die Absolventen des Diplomstudiengangs Schauspiel/Sprechkunst in die ZAV-Künstlervermittlung aufgenommen, die staatliche Agentur für die Vermittlung von darstellenden Künstlern an Bühnen-, Fernseh- und Filmprojekte. Die Zulassung zum Kunststudium ist an eine Eignungsprüfung gebunden. Gleiches gilt für die Zulassung zu den Studiengängen Wirtschaft & Schauspiel, performART, Eurythmie, Kunst-Pädagogik-Therapie, Kunsttherapie/Sozialkunst sowie Kunsttherapie.
Seit 2011 kooperierte der Fachbereich Bildungswissenschaft der Hochschule im Bereich der Lehrerbildung mit dem Institut für Waldorfpädagogik, Inklusion und Interkulturalität in Mannheim. Im September 2014 wurde das Institut ein Teil der Hochschule, womit die staatliche Anerkennung der Alanus Hochschule auch für das Institut galt.
Der dreijährige Bachelor im Fachbereich Architektur steht in Kooperation mit dem Deutschen Werkbund.

## Fachbereiche und Studiengänge
Die Hochschule bietet in insgesamt sechs Fachbereichen und im Studienzentrum Mannheim aktuell 29 Studiengänge an. Davon sind 16 Bachelor- und 12 Masterstudiengänge sowie die Promotionsmöglichkeit im Fachbereich Bildungswissenschaften. Folgende Fachbereiche sind an der Alanus Hochschule vertreten:
- Fachbereich 1: Bildende Kunst
- Fachbereich 2: Darstellende Kunst
- Fachbereich 3: Architektur
- Fachbereich 4: Künstlerische Therapien und Therapiewissenschaften
- Fachbereich 5: Bildungswissenschaft
- Fachbereich 6: Wirtschaft
- Studienzentrum Mannheim

## Auszeichnung
Die Hochschule wurde 2018 als „Fairtrade-University“ ausgezeichnet.

## Kooperationen und Förderer
Im Rahmen der Praxisphase im Fachbereich Wirtschaft sowie auch bei Design-Wettbewerben oder Veranstaltungen kooperiert die Alanus Hochschule unter anderem mit Unternehmen, Vereinen, Verbänden, Instituten und anderen Hochschulen.

## Kritik
Das seit September 2014 zur Hochschule gehörende Institut für Waldorfpädagogik, Inklusion und Interkulturalität wurde 2011 von der Trägergesellschaft der Freien Hochschule Mannheim gegründet, nachdem dieser die Akkreditierung durch den Wissenschaftsrat verweigert wurde. Die Freie Hochschule Mannheim erreiche auf „einer grundsätzlichen Ebene nicht die für eine Hochschule erforderliche Wissenschaftlichkeit“, so das Urteil des Wissenschaftsrates. Dies würde „die Vielfalt methodischer Ansätze und den Anspruch [betreffen], den in den Erziehungswissenschaften üblichen Standards gerecht zu werden“. Ohne eine solche Klärung bestehe jedoch „die Gefahr, eine spezifische, weltanschaulich geprägte Pädagogik im Sinne einer außerwissenschaftlichen Erziehungslehre zur Grundlage einer Hochschuleinrichtung zu machen.“
Wegen der 2011 begonnenen Kooperation mit der Alanus Hochschule fanden weiterhin Studienveranstaltungen in Mannheim statt. Die Prüfungen erfolgten an der Alanus Hochschule. In einem Artikel der Wochenzeitung Die Zeit wurde dies als „Trick“ bezeichnet, um das negative Votum des Wissenschaftsrates zu umgehen. Insgesamt würden über solche private Hochschulen „Pseudowissenschaften“ höhere Weihen erlangen.